# Giro del Delfinato 1978
Il Giro del Delfinato 1978, trentesima edizione della corsa, si svolse dal 29 maggio al 5 giugno su un percorso di 1322 km ripartiti in 7 tappe (la seconda e la settima suddivise in due semitappe) più un cronoprologo, con partenza a Thonon-les-Bains e arrivo a Carpentras. Fu vinto dal belga Michel Pollentier della Flandria-Velda-Lano davanti al francese Mariano Martínez e allo spagnolo Francisco Galdós.

## Tappe
| Tappa  | Data      | Percorso                                                | km   | Vincitore di tappa       | Leader cl. generale |
| ------ | --------- | ------------------------------------------------------- | ---- | ------------------------ | ------------------- |
| Prol.  | 29 maggio | Thonon-les-Bains > Thonon-les-Bains (cron. individuale) | 8    | Hennie Kuiper            | Hennie Kuiper       |
| 1ª     | 30 maggio | Thonon-les-Bains > Mâcon                                | 246  | Maurice Le Guilloux      | Maurice Le Guilloux |
| 2ª-1ª  | 31 maggio | Mâcon > Montceau-les-Mines                              | 103  | Andrés Oliva             | Maurice Le Guilloux |
| 2ª-2ª  | 31 maggio | Montceau-les-Mines > Roanne                             | 111  | Jacques Esclassan        | Maurice Le Guilloux |
| 3ª     | 1º giugno | Roanne > Villeurbanne                                   | 212  | Jacques Martin           | Maurice Le Guilloux |
| 4ª     | 2 giugno  | Villeurbanne > Grenoble                                 | 172  | Christian Seznec         | Maurice Le Guilloux |
| 5ª     | 3 giugno  | Grenoble > Prapoutel les Sept Laux                      | 116  | Michel Pollentier        | Michel Pollentier   |
| 6ª     | 4 giugno  | Allevard-les-Bains > Gap                                | 175  | Jean-Pierre Danguillaume | Michel Pollentier   |
| 7ª-1ª  | 5 giugno  | Gap > Carpentras                                        | 150  | Freddy Maertens          | Michel Pollentier   |
| 7ª-2ª  | 5 giugno  | Carpentras > Carpentras (cron. individuale)             | 29   | Michel Pollentier        | Michel Pollentier   |
| Totale | Totale    | Totale                                                  | 1322 |                          |                     |

## Dettagli delle tappe

### Prologo
- 29 maggio: Thonon-les-Bains > Thonon-les-Bains (cron. individuale) – 8 km

| Pos. | Corridore         | Squadra    | Tempo  |
| ---- | ----------------- | ---------- | ------ |
| 1    | Hennie Kuiper     | TI-Raleigh | 12'22" |
| 2    | Michel Pollentier | Flandria   | a 9"   |
| 3    | Joop Zoetemelk    | Miko       | a 12"  |

| Pos. | Corridore         | Squadra    | Tempo  |
| ---- | ----------------- | ---------- | ------ |
| 1    | Hennie Kuiper     | TI-Raleigh | 12'22" |
| 2    | Michel Pollentier | Flandria   | a 9"   |
| 3    | Joop Zoetemelk    | Miko       | a 12"  |

### 1ª tappa
- 30 maggio: Thonon-les-Bains > Mâcon – 246 km

| Pos. | Corridore           | Squadra | Tempo    |
| ---- | ------------------- | ------- | -------- |
| 1    | Maurice Le Guilloux | Miko    | 6h27'18" |
| 2    | Jacques Esclassan   | Peugeot | a 3'21"  |
| 3    | Dominique Sanders   | Fiat    | s.t.     |

| Pos. | Corridore           | Squadra    | Tempo    |
| ---- | ------------------- | ---------- | -------- |
| 1    | Maurice Le Guilloux | Miko       | 6h40'06" |
| 2    | Hennie Kuiper       | TI-Raleigh | a 2'57"  |
| 3    | Michel Pollentier   | Flandria   | a 3'06"  |

### 2ª tappa - 1ª semitappa
- 31 maggio: Mâcon > Montceau-les-Mines – 103 km

| Pos. | Corridore         | Squadra    | Tempo    |
| ---- | ----------------- | ---------- | -------- |
| 1    | Andrés Oliva      | Teka       | 2h31'08" |
| 2    | Gerben Karstens   | TI-Raleigh | a 55"    |
| 3    | Jacques Esclassan | Peugeot    | s.t.     |

| Pos. | Corridore           | Squadra    | Tempo    |
| ---- | ------------------- | ---------- | -------- |
| 1    | Maurice Le Guilloux | Miko       | 9h12'09" |
| 2    | Hennie Kuiper       | TI-Raleigh | a 2'57"  |
| 3    | Michel Pollentier   | Flandria   | a 3'06"  |

### 2ª tappa - 2ª semitappa
- 31 maggio: Montceau-les-Mines > Roanne – 111 km

| Pos. | Corridore         | Squadra    | Tempo    |
| ---- | ----------------- | ---------- | -------- |
| 1    | Jacques Esclassan | Peugeot    | 3h00'03" |
| 2    | Gerben Karstens   | TI-Raleigh | s.t.     |
| 3    | Jan Huisjes       | TI-Raleigh | s.t.     |

| Pos. | Corridore           | Squadra    | Tempo     |
| ---- | ------------------- | ---------- | --------- |
| 1    | Maurice Le Guilloux | Miko       | 12h12'11" |
| 2    | Hennie Kuiper       | TI-Raleigh | a 2'57"   |
| 3    | Michel Pollentier   | Flandria   | a 3'06"   |

### 3ª tappa
- 1º giugno: Roanne > Villeurbanne – 212 km

| Pos. | Corridore      | Squadra | Tempo    |
| ---- | -------------- | ------- | -------- |
| 1    | Jacques Martin | C&A     | 6h02'17" |
| 2    | Charly Rouxel  | Miko    | s.t.     |
| 3    | Hubert Linard  | Peugeot | s.t.     |

| Pos. | Corridore           | Squadra | Tempo     |
| ---- | ------------------- | ------- | --------- |
| 1    | Maurice Le Guilloux | Miko    | 18h14'57" |
| 2    | Charly Rouxel       | Miko    | a 2'51"   |
| 3    | Andrés Oliva        | Teka    | a 2'55"   |

### 4ª tappa
- 2 giugno: Villeurbanne > Grenoble – 172 km

| Pos. | Corridore         | Squadra | Tempo |
| ---- | ----------------- | ------- | ----- |
| 1    | Christian Seznec  | Miko    |       |
| 2    | Régis Ovion       | Peugeot |       |
| 3    | Jacques Esclassan | Peugeot |       |

| Pos. | Corridore           | Squadra | Tempo |
| ---- | ------------------- | ------- | ----- |
| 1    | Maurice Le Guilloux | Miko    |       |

### 5ª tappa
- 3 giugno: Grenoble > Prapoutel les Sept Laux – 116 km

| Pos. | Corridore         | Squadra  | Tempo    |
| ---- | ----------------- | -------- | -------- |
| 1    | Michel Pollentier | Flandria | 3h44'52" |
| 2    | André Romero      | Jobo     | a 2'34"  |
| 3    | Mariano Martínez  | Jobo     | a 2'37"  |

| Pos. | Corridore         | Squadra  | Tempo     |
| ---- | ----------------- | -------- | --------- |
| 1    | Michel Pollentier | Flandria | 26h36'02" |
| 2    | Mariano Martínez  | Jobo     | a 2'57"   |
| 3    | Francisco Galdós  | KAS      | a 3'26"   |

### 6ª tappa
- 4 giugno: Allevard-les-Bains > Gap – 175 km

| Pos. | Corridore                | Squadra  | Tempo    |
| ---- | ------------------------ | -------- | -------- |
| 1    | Jean-Pierre Danguillaume | Peugeot  | 5h28'32" |
| 2    | Freddy Maertens          | Flandria | a 1'26"  |
| 3    | Christian Seznec         | Miko     | s.t.     |

| Pos. | Corridore         | Squadra  | Tempo     |
| ---- | ----------------- | -------- | --------- |
| 1    | Michel Pollentier | Flandria | 32h06'20" |
| 2    | Mariano Martínez  | Jobo     | a 2'57"   |
| 3    | Francisco Galdós  | KAS      | a 3'26"   |

### 7ª tappa - 1ª semitappa
- 5 giugno: Gap > Carpentras – 150 km

| Pos. | Corridore         | Squadra    | Tempo    |
| ---- | ----------------- | ---------- | -------- |
| 1    | Freddy Maertens   | Flandria   | 3h37'10" |
| 2    | Jacques Esclassan | Peugeot    | s.t.     |
| 3    | Piet van Katwijk  | TI-Raleigh | s.t.     |

| Pos. | Corridore         | Squadra  | Tempo     |
| ---- | ----------------- | -------- | --------- |
| 1    | Michel Pollentier | Flandria | 35h43'30" |
| 2    | Mariano Martínez  | Jobo     | a 2'57"   |
| 3    | Francisco Galdós  | KAS      | a 3'26"   |

### 7ª tappa - 2ª semitappa
- 5 giugno: Carpentras > Carpentras (cron. individuale) – 29 km

| Pos. | Corridore         | Squadra  | Tempo  |
| ---- | ----------------- | -------- | ------ |
| 1    | Michel Pollentier | Flandria | 39'33" |
| 2    | Joseph Bruyère    | C&A      | a 7"   |
| 3    | Jacques Martin    | C&A      | a 25"  |

| Pos. | Corridore         | Squadra  | Tempo     |
| ---- | ----------------- | -------- | --------- |
| 1    | Michel Pollentier | Flandria | 36h23'03" |
| 2    | Mariano Martínez  | Jobo     | a 3'03"   |
| 3    | Francisco Galdós  | KAS      | a 4'40"   |

## Classifiche finali

### Classifica generale
| Pos. | Corridore         | Squadra                   | Tempo     |
| ---- | ----------------- | ------------------------- | --------- |
| 1    | Michel Pollentier | Flandria-Velda-Lano       | 36h23'03" |
| 2    | Mariano Martínez  | Jobo-Superia-La Roue d'Or | a 3'03"   |
| 3    | Francisco Galdós  | KAS                       | a 4'40"   |
| 4    | Joop Zoetemelk    | Miko-Mercier-Hutchinson   | a 5'53"   |
| 5    | Sven-Åke Nilsson  | Miko-Mercier-Hutchinson   | a 6'33"   |
| 6    | Christian Seznec  | Miko-Mercier-Hutchinson   | a 8'17"   |
| 7    | José Nazabal      | KAS                       | a 8'22"   |
| 8    | Robert Alban      | Miko-Mercier-Hutchinson   | a 8'58"   |
| 9    | Hennie Kuiper     | Ti-Raleigh-Mc Gregor      | a 11'11"  |
| 10   | Ferdinand Julien  | Jobo-Superia-La Roue d'Or | a 11'55"  |